# Hubert Nyssen
Pour les articles homonymes, voir Nyssen.
Hubert Nyssen, né le 11 avril 1925 à Ixelles et mort le 12 novembre 2011 à Paradou,, est un écrivain et éditeur belge, naturalisé français en 1976,  fondateur des éditions Actes Sud.

## Biographie
Après avoir grandi à Boitsfort, l'une des 19 communes de Bruxelles, Hubert Nyssen s'est établi en Provence en 1968. Romancier, diariste, essayiste, poète, il est l'auteur de nombreux ouvrages. Pendant son adolescence bruxelloise, sous l'occupation allemande, il est influencé par son grand-père qui lui donne le goût de la culture intellectuelle. Après ses études universitaires à l'ULB, il fonde une société publicitaire qui devient une des plus prospères de Belgique. En même temps, il dirige son propre centre culturel à Bruxelles, parle à la radio et publie ses premières œuvres littéraires.
En 1978, rompant avec un passé principalement commercial, il fonde à Arles les éditions Actes Sud, avec l'aide de son épouse Christine Le Bœuf, descendante d'une riche famille d'hommes d'affaires belges dont Henry Le Bœuf et Albert Thys. Dans cette nouvelle vie, ses dispositions pour les affaires jointes à son talent littéraire ne tardent pas à porter leurs fruits, alors qu'à l'époque installer une maison d'édition dans le sud de la France constitue une audace inédite, toutes les grandes maisons d'édition françaises étant parisiennes. C'est un défi et une véritable  « exception culturelle ». Parmi ses nombreuses réussites éditoriales, il fait connaître l'auteur américain Paul Auster et l'écrivain russe Nina Berberova, en traduction française, et publie en français la trilogie de romans policiers suédois Millenium. Sa fille Françoise Nyssen participe à la direction d'Actes Sud depuis 1987.
Hubert Nyssen est auteur  : il a publié plus de quarante ouvrages dans les domaines du roman, du théâtre, de la poésie et des essais. Docteur ès lettres, il a enseigné dans les universités d'Aix-en-Provence et de Liège. L'université de Liège, qui accueille ses archives, le fonds Nyssen, l'a nommé docteur honoris causa en 2003.
À son décès, l’écrivain argentin Alberto Manguel lui rend hommage : 

« Ce qui était toujours déconcertant chez Nyssen, c'était sa capacité de rassembler un groupe de gens divers sans jamais se placer au centre, telle une force gravitationnelle invisible qui prête mouvement et grâce aux autres corps. Toutes ses conversations avaient en commun ce même caractère : il n'y était que simple témoin. »

— in Le Devoir, 29 novembre 2011

### Distinctions
- Membre de l'Académie royale de langue et de littérature françaises de Belgique (élu le 14 novembre 1998, au fauteuil 33[8])
- Docteur honoris causa de l'université de Liège (2003)

### Décorations
- 2005 :  Officier de la Légion d'honneur[9]
- 2011 :  Chevalier du Mérite wallon (Ch.M.W.)[10]

## Œuvres

### Romans et nouvelles
- Le Nom de l'arbre, Grasset, 1973. Passé-Présent no 53, Babel no 435.
- La Mer traversée, Grasset, 1979. Prix Méridien.
- Des arbres dans la tête, Grasset, 1982. Grand Prix du roman de la société des gens de lettres.
- Éléonore à Dresde, Actes Sud, 1983. Prix Valéry-Larbaud, prix Franz-Hellens. Babel no 14.
- Les Rois borgnes, Grasset, 1985. Prix de l'Académie française. J'ai Lu no 2770.
- Les Ruines de Rome, Grasset, 1989. Babel no 134.
- Les Belles Infidèles, Actes Sud (Polar Sud), 1991. Corps 16, 1997.
- La Femme du botaniste, Actes Sud, 1992. Babel no 317.
- L'Italienne au rucher, Gallimard, 1995. Babel no 664 sous le titre La Leçon d'apiculture. Grand prix de l'Académie française.
- Le Bonheur de l'imposture, Actes Sud, 1998. Grands caractères, 1999.
- Quand tu seras à Proust la guerre sera finie, Actes Sud, 2000.
- Zeg ou les Infortunes de la fiction, Actes Sud, 2002.
- Pavanes et Javas sur la tombe d'un professeur, Actes Sud, 2004.
- Les Déchirements, Actes Sud, 2008.
- L'Helpe mineure, Actes Sud, 2009.
- Dits et Inédits, Actes Sud, 2012.

### Essais
- Les Voies de l'écriture, Mercure de France, 1969.
- L'Algérie en 1970 telle que je l'ai vue, Arthaud, 1970.
- Sémantique à bâtons rompus, Irène Dossche, 1971
- L'Algérie, Arthaud, 1972.
- Lecture d'Albert Cohen, Actes Sud, 1981. Nouvelle édition, 1988.
- L'Éditeur et son double, Actes sud, Vol. I : 1988 ; vol II : 1990 ; vol. III : 1996.
- Du texte au livre, les avatars du sens, Nathan 1993.
- Éloge de la lecture, Les Grandes Conférences, Fides, 1997.
- Un Alechinsky peut en cacher un autre, Actes Sud, 2002.
- Variations sur les variations, Actes Sud, 2002.
- Sur les quatre claviers de mon petit orgue : lire, écrire, découvrir, éditer, Leméac / Actes Sud, 2002.
- Lira bien qui lira le dernier : lettre libertine sur la lecture[11], Labor / Espace de libertés, 2004. Babel n°705.
- La Sagesse de l'Éditeur, Éditions du 81, 2006.
- Neuf causeries promenades, Leméac / Actes Sud, 2006.
- Le mistral est dans l'escalier, journal de l'année 2006, Leméac / Actes Sud, 2007.
- L'Année des déchirements, journal de l'année 2007, Leméac / Actes Sud 2008.
- Ce que me disent les choses, journal de l'année 2008, Leméac / Actes Sud 2009.
- À l'ombre de mes propos, journal de l'année 2009, Actes Sud 2010.

### Poèmes
- Préhistoire des estuaires, André de Rache, 1967.
- La Mémoire sous les mots, Grasset, 1973.
- Stèles pour soixante-treize petites mères, Saint-Germain-des-Près, 1977.
- De l'altérité des cimes en temps de crise, l'Aire, 1982.
- Anthologie personnelle, Actes Sud, 1991.
- Eros in trutina, Leméac / Actes Sud.

### Opéra et théâtre
- Mille ans sont comme un jour dans le ciel, Actes Sud, 2000.
- Le Monologue de la concubine, Actes Sud, 2006.
- L'Enterrement de Mozart + CD, Actes Sud / Musicatreize, 2008.

### Jeunesse
- L'Étrange Guerre des fourmis, Actes Sud Junior, 1996. Réédition au format de poche, janvier 2008.
- Le Boa cantor, Actes Sud Junior, 1996. Version + CD, 2003.
- Un point c'est tout, Actes Sud Junior, 1999.
- L'Histoire du papillon qui faillit bien être épinglé + CD, Actes Sud Junior, 2002

## Vie personnelle
Hubert Nyssen a eu une fille, Françoise Nyssen, avec sa première épouse Inga. Il a eu ensuite deux autres enfants avec sa seconde épouse, Christine Leboeuf, elle-même décédée début 2022 : un fils, Jules Nyssen, devenu directeur général de Régions de France puis président du Syndicat des énergies renouvelables, et une fille, Louise Nyssen, mathématicienne de haut niveau.